# Catamola funerea
Catamola funerea är en fjärilsart som beskrevs av Walker 1863. Catamola funerea ingår i släktet Catamola och familjen mott. Inga underarter finns listade i Catalogue of Life.